# Kaspische Laagte

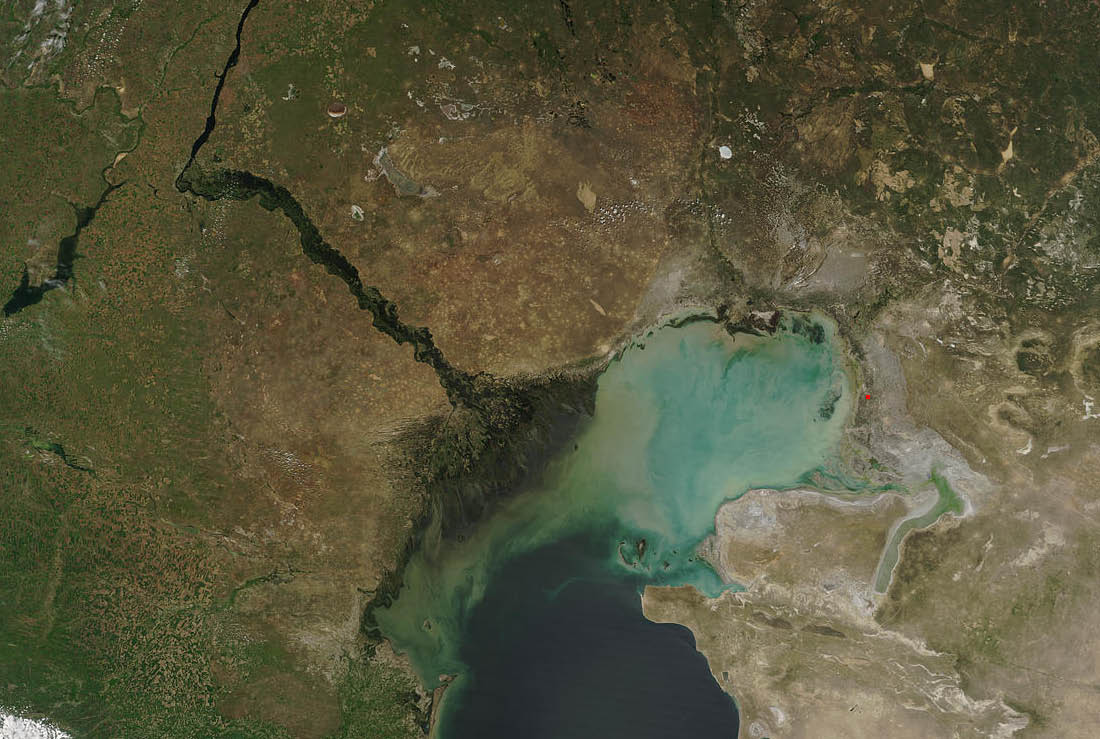
Satellietfoto van de NASA uit 2003

De Kaspische Laagte of het Kaspisch Laagland (Russisch: Прикаспийская низменность; prikaspiejskaja nizmennost) is een topografisch laaggelegen gebied aan de noordzijde van de Kaspische Zee met een oppervlakte van ongeveer 200.000 km2. Het laagland ligt ten zuiden van de Rynwoestijn en strekt zich uit over Rusland en Kazachstan. Het grootste deel van de Russische autonome republiek Kalmukkië ligt in het Kaspisch Laagland. De Wolga, de grootste rivier die uitmondt in de Kaspische Zee, heeft zijn stroomgebied in de Kaspische Laagte. Andere grote rivieren die naar de Kaspische Zee stromen, zijn de Sefid-Rud in Iran en de rivier de Oeral. De rivierdelta's van zowel de Oeral als de Wolga worden gekenmerkt door uitgestrekte draslanden.

## Klimaat en geologie
De Kaspische Laagte kent een land- tot semi-aride klimaat. Jaarlijks valt er zo'n 150 tot 300 millimeter neerslag en minder dan 10% van het gebied kent irrigatie. Karagiye, het laagstgelegen punt van Kazachstan, bevindt zich in de Kaspische Laagte op 132 meter onder zeeniveau. Het grootste gedeelte van het laagland, of depressie, ligt beneden zeeniveau.
Geologisch gezien maakt het gebied deel uit van de binnenzee die de Kaspische Zee is en door klimaatveranderingen in het recente verleden is de kustlijn vele tientallen kilometers verschoven. Tijdens de laatste ijstijden stond het water in de Kaspische Zee veel lager dan tegenwoordig, in de interglacialen stond het zuiden van de Kaspische Laagte ook onder water. Deze klimaatveranderingen worden op grote schaal veroorzaakt door de zogenaamde Milanković-parameters en binnen kortere tijdseenheden vermoedelijk door de wisselende intensiteit van zonnevlekken. De ondergrond onder het Kaspisch Laagland bestaat uit een opeenvolging van Paleozoïsche gesteenten (voornamelijk uitgestrekte koraalriffen afgezet tijdens het Carboon, zo'n 350 tot 300 miljoen jaar geleden) tot gesteenten van Krijt-ouderdom. Tijdens het laat-Paleozoïcum is in het gebied steenzout afgezet, ongeveer gelijktijdig met de afzettingen van deze evaporiet in de Noordzee. Door tektoniek is het zout gaan vloeien in de ondergrond en heeft zogeheten zoutpilaren of diapieren gevormd. Een van de grootste zoutpilaren in het gebied, de Tsjelkar-pilaar, beslaat een gebied van 3237 km2 en is zo'n 8 kilometer hoog. Het zout wordt door de lokale bevolking gemijnd voor de industrie.
Het gebied is zeer rijk aan olie en gas dat geproduceerd wordt uit reservoirs van koraalriffen. Twee van de grootste olievelden ter wereld liggen in het gebied; Kashagan en Tengiz. Het zout fungeert als een perfect afsluitingsgesteente, precies zoals het Zechstein-zout onder de Noordzee en over het Slochteren-gasveld. Door de kwetsbaarheid van de ecosystemen in het gebied, is het moeilijk om deze koolwaterstoffen te winnen. De verkoop van olie en gas biedt het arme Kazachstan echter ook economische voorspoed.
In het gebied bevinden zich twee grote steden; Astrachan in Rusland en Atıraw in Kazachstan. In vroeger tijden maakte een deel van het gebied uit van de Zijderoute, de handelsweg tussen Europa en China.

## Flora en fauna
Door de bijzondere ligging van het gebied en de constante veranderingen van het zeeniveau (de Kaspische Zee is geen echte zee, maar een groot meer) is de biodiversiteit hoog. Door de grootte van de Kaspische Zee is er toch enige getijdenwerking. Het gebied huisvest veel insectensoorten en watervogels. Onderzoek heeft aangetoond dat het gebied vervuild raakt door industriële activiteiten, landbouw en afvalwater van huishoudens.
Het WWF deelt het gebied in in de ecoregio PA1304